# 王䘰
王䘰（？—？），金朝振威将军，宝坻首任县尹。
金章宗大定十二年，置宝坻县，振威将军王䘰任县尹，忠武校尉李愿任县丞，儒林郎李拱昌任主簿，昭信校尉孙告中任县尉。到达宝坻后，修建各类衙门，筑造城郭。